# Ramel (Fluss)
Der Ramel ist ein Fluss in Frankreich, der im Département Haute-Loire in der Region Auvergne-Rhône-Alpes verläuft. Er entspringt in der Landschaft des Velay im Gemeindegebiet von Queyrières, entwässert generell in nördlicher Richtung und mündet nach rund 25 Kilometern im Gemeindegebiet von Saint-Maurice-de-Lignon, knapp an der Grenze zur Nachbargemeinde Beauzac, als rechter Nebenfluss in die Loire. In seinem Mündungsabschnitt wird der Ramel in einen Kanal zur Versorgung eines Wasserkraftwerkes eingeleitet und dort bereits zusätzlich mit Wasser der Loire dotiert.

## Orte am Fluss
(Reihenfolge in Fließrichtung)
- La Bessaille, im Gemeinde Queyrières
- Monibrand, Gemeinde Le Pertuis
- Chazelet, Gemeinde Bessamorel
- Bessamorel
- Truisson, Gemeinde Yssingeaux
- Sarlis, Gemeinde Yssingeaux
- Malataverne, Gemeinde Beaux
- Beaux
- Esclunes, Gemeinde Saint-Maurice-de-Lignon
- Le Fraisse, Gemeinde Beauzac
- Ranc, Gemeinde Saint-Maurice-de-Lignon

## Besonderheiten
- Der Flussverlauf führt durch eine Landschaft mit einer Vielzahl von erloschenen Vulkankegeln, die hier Suc genannt werden.
- In seinem Mittelabschnitt bildet der Fluss die Schlucht Gorges du Ramel.